# Bezsenni (utwór muzyczny)
"Bezsenni" – ballada rockowa grupy IRA pochodzący z pierwszej po siedmioletniej przerwie, płyty Tu i Teraz. Kompozycja zamieszczona została na czternastej ostatniej pozycji na albumie, trwa 4 minuty i 28 sekund, i jest jednym z dłuższych utworów na płycie, jedyny akompaniament muzyczny w piosence to fortepian. Utwór Bezsenni jest także najlżejszym utworem w dorobku grupy.
Przy okazji nagrywania dema w górskiej miejscowości Ujsoły zespół wysłuchiwał starszych dem managera Mariusza Musialskiego, który kiedyś grał w zespole Hasiok, z którym nagrał i wydał jedną płytę Brudy w 1996 roku. Podczas wysłuchiwania grupa usłyszała roboczą wersję ballady Bezsenni, która tak się spodobała grupie, iż postanowili  nagrać jej nową wersję na płytę. Autorem tekstu utworu jest Wojciech Byrski, natomiast kompozytorem Mariusz Musialski. Jedynym akompaniamentem muzycznym w utworze są instrumenty klawiszowe. Tekst utworu adresowany jest do kobiety.
Utwór był dość często grany podczas trasy promującej płytę Tu i Teraz. Został także wykonany przez Andrzeja Cierniewskiego na jubileuszowym koncercie z okazji 15-lecia istnienia grupy, we wrześniu 2003 roku. Po dwuletniej przerwie, podczas trasy w 2005 roku utwór Bezsenni ponownie został włączony do koncertowej setlisty grupy. Pojawił się także na urodzinowym koncercie w Krakowie w październiku 2006 roku. Utwór na koncertach wykonywany jest na gitarach.

## Twórcy
IRA
- Artur Gadowski – śpiew

Muzycy sesyjni
- Mariusz Nosowiak – instrumenty klawiszowe
- Irek Wojtczak – instrumenty klawiszowe

Produkcja
- Produkcja: Mariusz Musialski ("El Mariachi Management")
- Produkcja muzyczna: Krakers Zarząd
- Realizacja nagrań: Adam Toczko
- Mix: Adam Toczko i Szymon Sieńko w Gdańsku
- mastering: Tom Meyer oraz Master & Servant w Hamburgu
- Aranżacja: Mariusz Musialski
- Tekst utworu: Wojciech Byrski
- Projekt okładki, oprawa graficzna: Activa Studio